# エルンスト・メルツェンドルファー
エルンスト・メルツェンドルファー（Ernst Märzendorfer, 1921年5月26日 - 2009年9月16日）は、オーストリアの指揮者、作曲家。

## 経歴
オーベルンドルフ・バイ・ザルツブルクの生まれ。グラーツ音楽院でロベルト・ワーグナーに師事した後、モーツァルテウム音楽院でクレメンス・クラウスの薫陶を受けた。1940年からグラーツ歌劇場で指揮活動を始め、フランク・マルタンのオラトリオ《ゴルゴタの丘》の初演などを手掛けた。1953年から1958年までモーツァルテウム管弦楽団の常任指揮者を務め、その間の1954年にはザルツブルク音楽祭に出演した。1961年からウィーン国立歌劇場、1965年からニューヨーク・シティ・バレエに客演を繰り返し、1969年にはウィーン国立歌劇場の正指揮者に就任した。以後は、ウィーン・フォルクスオーパーにも客演を繰り返し、晩年に至るまでウィーンを中心に演奏活動を展開した。
1964年には初来日を果たし、読売日本交響楽団を振ってアルバン・ベルクの『ルル組曲』の日本初演を果たしている。
ウィーンにて死去した。